# هاري بورتون
هاري بورتون (بالإنجليزية: Harry Burton)‏ هو صحفي ومصور أسترالي، ولد في 23 يناير 1968 في بريزبان في أستراليا، وتوفي في 19 نوفمبر 2001.